# 慶州歴史地域
座標: 北緯35度47分20秒 東経129度13分36秒 / 北緯35.78889度 東経129.22667度
慶州歴史地域（キョンジュれきしちいき、ハングル：경주역사지역、キョンジュヨクサジヨク）は、大韓民国の慶州市付近に広がる史跡・古墳を保護・公開している地域。

## 概要
慶州周辺は、紀元前1世紀から10世紀に栄えた新羅王朝の都が置かれていた。新羅時代に作られたと考えられている古墳や仏教関連の遺跡が多数点在している。このため、慶州は「屋根のない博物館」といわれることもある。なお、同州の代表的遺物である石窟庵と仏国寺は1995年に韓国初の世界遺産として登録された。そして2000年、慶州周辺の他の歴史的遺物が、新たにユネスコの世界遺産（文化遺産）に登録された。登録地域は、南山地区・月城地区・山城地区・皇龍寺跡地区・大陵苑地区の5つに概ね分かれている。
南山地区には、山の岩肌に掘り込まれた石仏である磨崖仏が多数残っている。
月城地区には、国立慶州博物館（국립경주박물관）があり、新羅時代の古墳から出土した仏教美術品が多数展示されている。

## 登録基準
この世界遺産は世界遺産登録基準のうち、以下の条件を満たし、登録された（以下の基準は世界遺産センター公表の登録基準からの翻訳、引用である）。
- (2) ある期間を通じてまたはある文化圏において、建築、技術、記念碑的芸術、都市計画、景観デザインの発展に関し、人類の価値の重要な交流を示すもの。
- (3) 現存するまたは消滅した文化的伝統または文明の、唯一のまたは少なくとも稀な証拠。

## 主な史跡

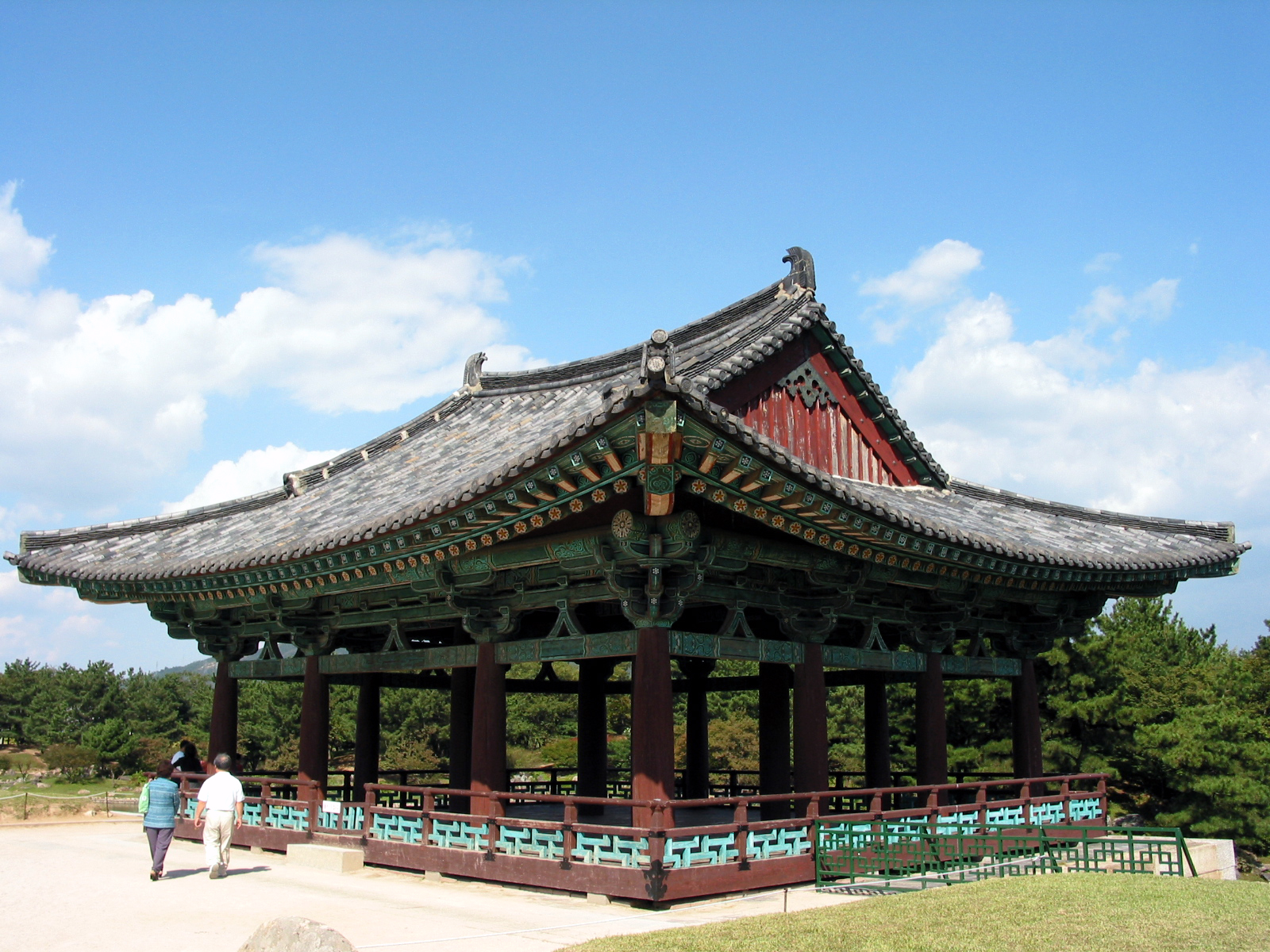
復元された雁鴨池の建造物

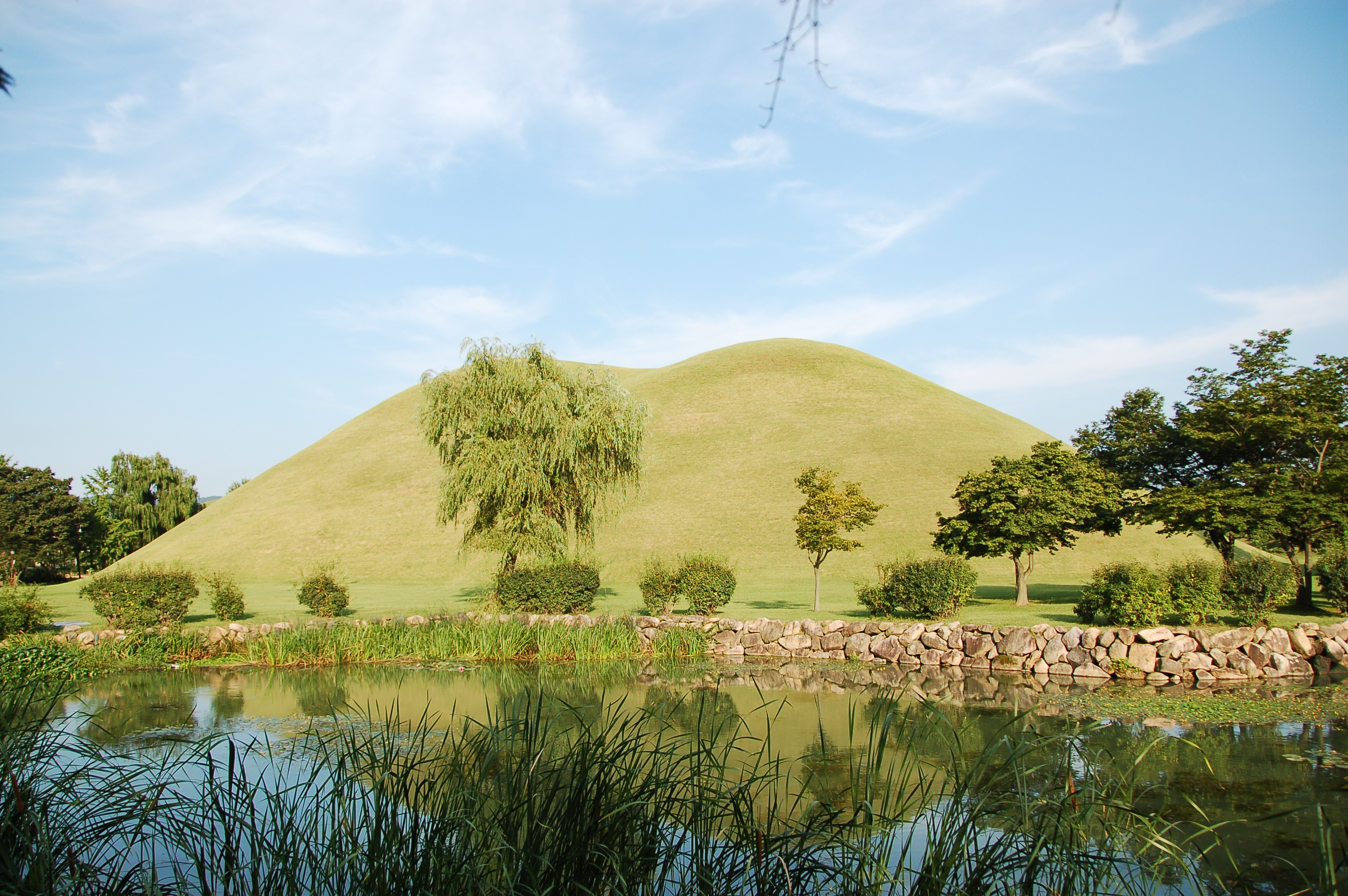
大陵院

### 南山地区
- 南山石仏群

大きな磨崖仏から小さな石像まで残る。別名「七仏庵」ともいわれる。

### 月城地区
- 瞻星台（첨성대、チョムソンデ）

建造年・建造者・建造目的は不詳、韓国では「新羅時代に建造された東洋最古の天文台遺跡」といわれている。
- 半月城（반월성、パヌォルソン）

新羅時代の城跡。敷地の形が半円状になっていることからこの名前がついた。
- 鶏林（계림、ケリム）

### 山城地区
- 明活山城

### 皇龍寺跡地区
- 皇龍寺（朝鮮語版）址
- 芬皇寺

### 大陵苑地区
- 大陵苑（朝鮮語版）（대릉원、テルンウォン）

約400,000m2を越える敷地に味鄒王陵など23基の古墳がある。
- 味鄒王陵
- 天馬塚

## 新羅王京核心遺跡復元・整備事業

### 計画
慶州の歴史復元事業は、1972年の朴正煕大統領時代に慶州総合開発計画として推進されたが1979年に中断していた。この25年後の2005年に文化観光部は慶州の「歴史文化都市」造成計画を国策事業に定め、2034年までの30年間で3兆2千8百億ウォンをかけて遺跡の復元整備事業を行うことを発表した。 
2017年時点で慶州市が中心となり、慶州の歴史遺跡地区のほぼ全域を復元整備する「新羅王京核心遺跡復元・整備事業」が進行中である。計画費用は2006年から2025年までで9450億ウォン、既に2016年までに2526億ウォンが費やされ、2017年から2025年までに6924億ウォンが費やされる予定である。計画面積は計139万7401平方メートル、整備対象は国指定の国宝・史跡・名勝10余りを含む、月城・皇龍寺址・東宮と月池・月淨橋・新羅王京中心区域坊・大型古墳・大陵苑・瞻星台の8カ所（8大核心遺跡）である。

### 全面的な想像復元による問題点
復元事業が全面的に資料に基づかない想像によるものであるために批判がある。文化財庁の文化財委員会は2016年5月に「計画に不備な点が多く、歴史遺跡区内の建物復元計画に問題が多い」として一時的に計画を抑止しかけたこともあるが、事業は継続中である。歴史の専門家は、復元する遺跡に関する資料や記録がほとんど残っておらず考証が不十分で「想像の都市」を作っているだけであると批判しており、東国大学慶州キャンパス考古美術史学科のハン・ジョンホ教授は、新羅王京の以前の姿は誰もその原形を正確に知らなくて復元整備事業は『再建』に近いとして、ユネスコ世界文化遺産から抹消されかねないと危惧している。
復元事業の最初の完成品となる月淨橋に関しては、元文化財庁長官のイ・コンムや東国大学校教授のカン・ヒョンスクが、月淨橋について判明していることは石垣の場所と橋脚の地点と瓦の破片だけであるが、中国の楼橋に基づいて復元してしまったため過剰に大きく国籍も時代も不明な復元物であるとして批判している。
東宮と月池に関しては、大田大学校教授のイ・ハンサンが、復元資料が殆どなくて判明しているのは発掘で得られた基礎部分だけなのに、上部構造の建築物をどうして復元できるのかと批判している。またチェ・ビョンヒョン教授も東宮の範囲と主な建物を確認することが出来ていない状態で復元作業を行うならば、史劇のセットを作るのと同じであると批判している。さらに忠南大学校教授のイ・カンスンは、建物をたくさん復元すればするほど古都の雰囲気は出ず、逆に現代の都市のように見えるだけであるとして批判している。
皇龍寺の復元に関しては、崇実大学校のチェ・ビョンヒョン名誉教授が、建物の復元に問題があるならば皇龍寺全体の復元計画を取り消すべきとして、計画は新羅時代の遺跡をすっかりなくして21世紀の寺を作るだけのものと批判している。